# Приволье (Сумская область)
Приволье (укр. Привілля) — село, Привольский сельский совет,
Глуховский район, Сумская область, Украина.
Код КОАТУУ — 5921584801. Население по переписи 2001 года составляло 351 человек.
Является административным центром Привольского сельского совета.

## Географическое положение
Село Приволье находится в 6-и км от города Глухов. На расстоянии в 1 км расположено село Москаленки.

## История
- Село Фрейгольтово известно со второй половины XVII века.
- 1945 г. — переименовано в село Приволье[2].

## Экономика
- ООО «Приволье».

## Объекты социальной сферы
- Школа І-ІІ ст. (закрыта в 2011 г.[3])

## Достопримечательности
- Братская могила советских воинов.